# Aare

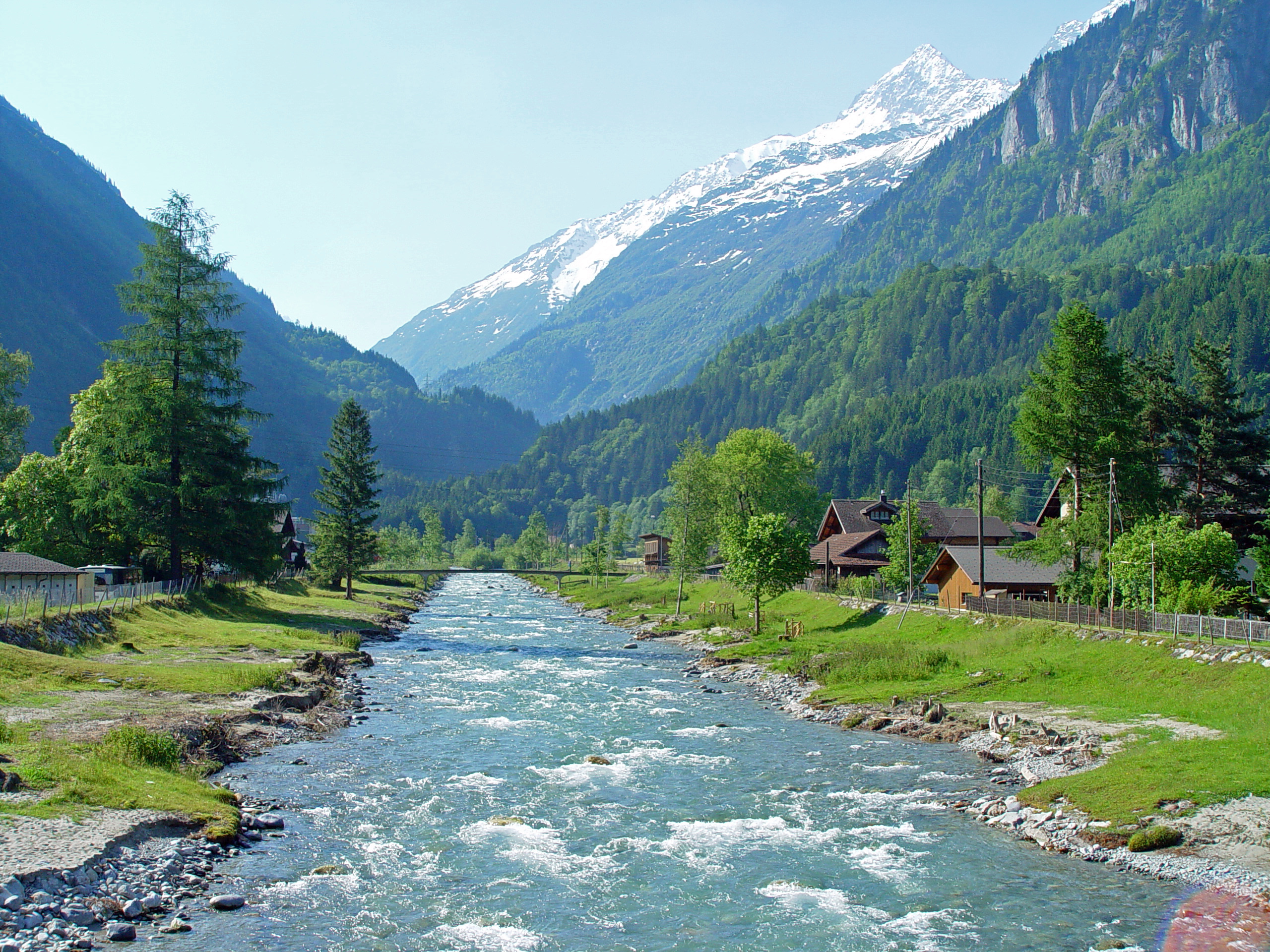
Rzeka Aare

Aare (niem. Aare, fr. Aar, ret. Ara) – rzeka w Szwajcarii, lewy i najdłuższy dopływ Renu na terenie Szwajcarii – 295 km (płynie w całości w jej granicach), i drugi lewy w skali całej rzeki pod względem długości po Mozeli, a jednocześnie najbardziej zasobny w wodę.
Wypływa z lodowca o tej samej nazwie w grupie górskiej Finsteraarhorn w Alpach Berneńskich. Rzeka jest skanalizowana w Interlaken, powyżej jej ujścia do jeziora Thun. Przepływa przez jeziora Brienz i Thun. Pierwotnie omijała system „Trzech jezior”, płynąc z Aarbergu wprost do Büren an der Aare. Od czasów tzw. pierwszej korekty wód Jury w latach 1868–1891 wpływa przez Kanał Hagneck do jeziora Bienne i opuszcza je Kanałem Nidau-Büren. W górnym biegu wiele wodospadów, w tym m.in. Handeggfall. Przepływa m.in. przez Berno, Thun, Solurę i Aarau. Uchodzi do Renu w pobliżu Koblencji, naprzeciwko Waldshut. Na rzece zbudowano liczne elektrownie wodne, w dolnym biegu jest żeglowna. W łożysku rzeki występuje piasek złotonośny.
Dopływy: lewy Sarine, prawe Emme, Reuss, Limmat. 
Główne miasta, leżące nad Aare: Thun, Berno, Solura, Aarau.
Podczas wojen napoleońskich, austriacki arcyksiążę Karol, chcący przejść Aar, został pobity przez wojska francuskie, pod dowództwem generałów Neya i Heudeleta de Bierre 7 sierpnia 1799.
O Aare i wodospadzie w Handegg wspomniał Juliusz Słowacki w swoim poemacie W Szwajcarii (1839), 7-8:
W szwajcarskich górach jest jedna kaskada,
gdzie Aar wody błękitnymi spada.